# 滝沢浜吉
滝沢 浜吉（たきざわ はまきち、1890年9月17日 - 1960年4月30日）は、日本の政治家。衆議院議員（1期）。

## 経歴
群馬県出身。1920年群馬県立高崎中学校(現・群馬県立高崎高等学校)で学ぶ。八幡村長、多野郡畜産、同養蚕業各組合長、同農会長、烏川沿岸漁業会長、群馬県馬匹組合連合会副会長、同町村会副会長となる。
1946年の第22回衆議院議員総選挙において群馬県から日本進歩党公認で立候補して当選する。党内では総務委員となった。翌1947年の第23回衆議院議員総選挙には出馬しなかった。
このほかつつじ関東いすゞ自動車(株)取締役、群馬大同銀行(現・群馬銀行)監査役、日本製糸協会理事を務めた。1960年死去。